# Осам
Осам (болг. Осъм) — річка на півночі Болгарії, права притока Дунаю. Водозбірний басейн розташований між басейнами річок Віт (на заході) та Янтра (на сході).
Утворюється злиттям річок Черни Осам, чий виток, розташований біля вершини Левскі у болгарській частині Старої Планини на висоті 1 821 м, прийнято вважати витоком Осама, та Бели Осам.
Має довжину 314 км та площу басейну 2 824 км². Тече у північному напрямку, в районі Трояна повертає на північний схід, а згодом, в районі Летниці, — на північний захід. Впадає до Дунаю за 5 км західніше Нікопола.

## Міста на Осамі
Основні міста, розташовані на берегах Осама:
- Троян;
- Ловеч;
- Летниця;
- Левскі.